# 13914 Galegant
13914 Galegant (1980 LC1) là một tiểu hành tinh vành đai chính được phát hiện ngày 11 tháng 6 năm 1980 bởi C. S. Shoemaker ở Đài thiên văn Palomar.